# 1999年韩国卡拉OK厅大火
1999年韩国卡拉OK厅大火是1999年10月30日发生在韩国仁川的一幢4层楼的地下卡拉OK厅和酒吧的火灾事件。52人死亡、71人烧伤。 多数的受害者是学校艺术节后晚会中的青少年。

## 资料来源
1. ↑  .   [2012-04-14]. （原始内容存档于2012-07-14）.